# Vandiver (Alabama)
Vandiver est un census-designated place situé dans l’État américain de l'Alabama, dans le comté de Shelby.

## Démographie
| 2000  | 2010  | - | - | - | - |
| ----- | ----- | - | - | - | - |
| 1 357 | 1 135 | - | - | - | - |